# Suzuki Eiger 400
El Suzuki Eiger 400 es un quad fabricado por Suzuki a partir del año 2005.

## Características
Disponía de un motor con árbol de levas en cabeza de cuatro tiempos monocilíndrico de 376 cc, refrigerado por aire y aceite. Pesaba 590 libras (267,6 kg), y disponía de un tanque de gasolina de 4 galones americanos (15,1 L). Permitía elegir entre la tracción en las cuatro ruedas o solo en dos. Contaba con la opción de una transmisión semiautomática de 5 velocidades con un embrague automático o una transmisión variable continua totalmente automática, que consumía unos 17 millas por galón americano (13,8 L/100 km), con un alcance de aproximadamente 50 a 60 millas (80 a 100 km) con el depósito lleno.
La transmisión era un sistema híbrido de eje y correa. El motor accionaba la correa de transmisión, que a su vez proporciona la potencia al eje como su tren de transmisión final a los ejes de las ruedas. El Suzuki Eiger poseía un diferencial de detección de par en la parte delantera en el modo 4x4.